# Сентрал-Парк-Саут, 220
Сентрал-парк-саут, 220 (англ. 220 Central Park South) — жилой небоскрёб около Центрального парка в Мидтауне, Нью-Йорк. Состоит из 70 этажей и  имеет 116 квартир. Башня является 17-м по высоте зданием в Нью-Йорке и соседствует с небоскрёбом Central Park Tower, который после завершения строительства станет вторым по высоте зданием в городе.

## История
Здание, которое ранее занимало этот участок, было 20-этажным, его построили в 1954 году. В нём находились 124 квартиры, и в 2005 году здание было приобретено Vornado Realty Trust за 131,5 млн долларов. После продолжительных судебных тяжб с арендаторами Vornado сообщил, что общая стоимость земли для строительства здания составляет более 515,4 миллиона долларов.
Снос существующего сооружения начался в 2012 году после урегулирования спора между Vornado и Extell (англ.). Снос объекта был завершён в начале 2013 года. Проекты Роберта А. М. Стерна были выпущены в начале 2014 года. Эти планы были утверждены в марте 2014 года.
«Сентрал-парк-саут, 220» является одним из нескольких крупных объектов на 57-й улице и Центральном парке, включая One57, Парк-авеню 432, 111 West 57th Street и Central Park Tower.

## Дизайн
Вопреки ранним планам проекты Robert A.M. Stern Architects предполагали строительство облицованного известняком здания, подобного другим зданиям Стерна, таким как 15 Central Park West. Это здание — один из трёх небоскрёбов, спроектированных Стерном на Манхэттене. Они соединяют 30 Парк-Плейс в финансовом районе и 520 Парк-Авеню к востоку от Центрального парка.
В ноябре 2016 года Джастин Каскехо — подросток-каскадёр, увлекающийся острыми ощущениями, повис на ещё не достроенной башне.

### Услуги
В здании есть винный погреб, плавательный бассейн, частные обеденные залы, спортивный клуб, сок-бар, библиотека, баскетбольная площадка, гольф-симулятор и детская игровая площадка.

## Арендаторы
По состоянию на 30 сентября 2018 года примерно по 83 % квартир кондоминиума были заключены договоры купли-продажи, а закрытие сделок было запланировано до 2020 года. 23 января 2019 года стало известно, что миллиардер Кеннет Гриффин купил пентхаус за 238 миллионов долларов, что сделано здание самым дорогим домом из когда-либо продававшийся в Соединённых Штатах.